# Семёновское (Нелидовский район)
Семёновское — деревня в Нелидовском городском округе Тверской области.

## География
Находится в юго-западной части Тверской области на расстоянии приблизительно 26 км на северо-запад по прямой от города Нелидово у Торопецкого тракта.

## История
В 1859 году здесь (деревня Бельского уезда Смоленской губернии) было учтено 3 двора, в 1941 — 14. До 2018 года входила в состав ныне упразднённого Нелидовского сельского поселения.

## Население
Численность населения: 17 человек (1859), 76 (русские 88 %) в 2002 году, 63 в 2010.